# Bonaparte, Premier consul (Ingres)
Pour les articles homonymes, voir Bonaparte, Premier consul.
Bonaparte, Premier consul est un tableau peint, en 1804, par Jean-Auguste-Dominique Ingres. Il est exposé à La Boverie, à Liège en Belgique.

## Réalisation de l’œuvre

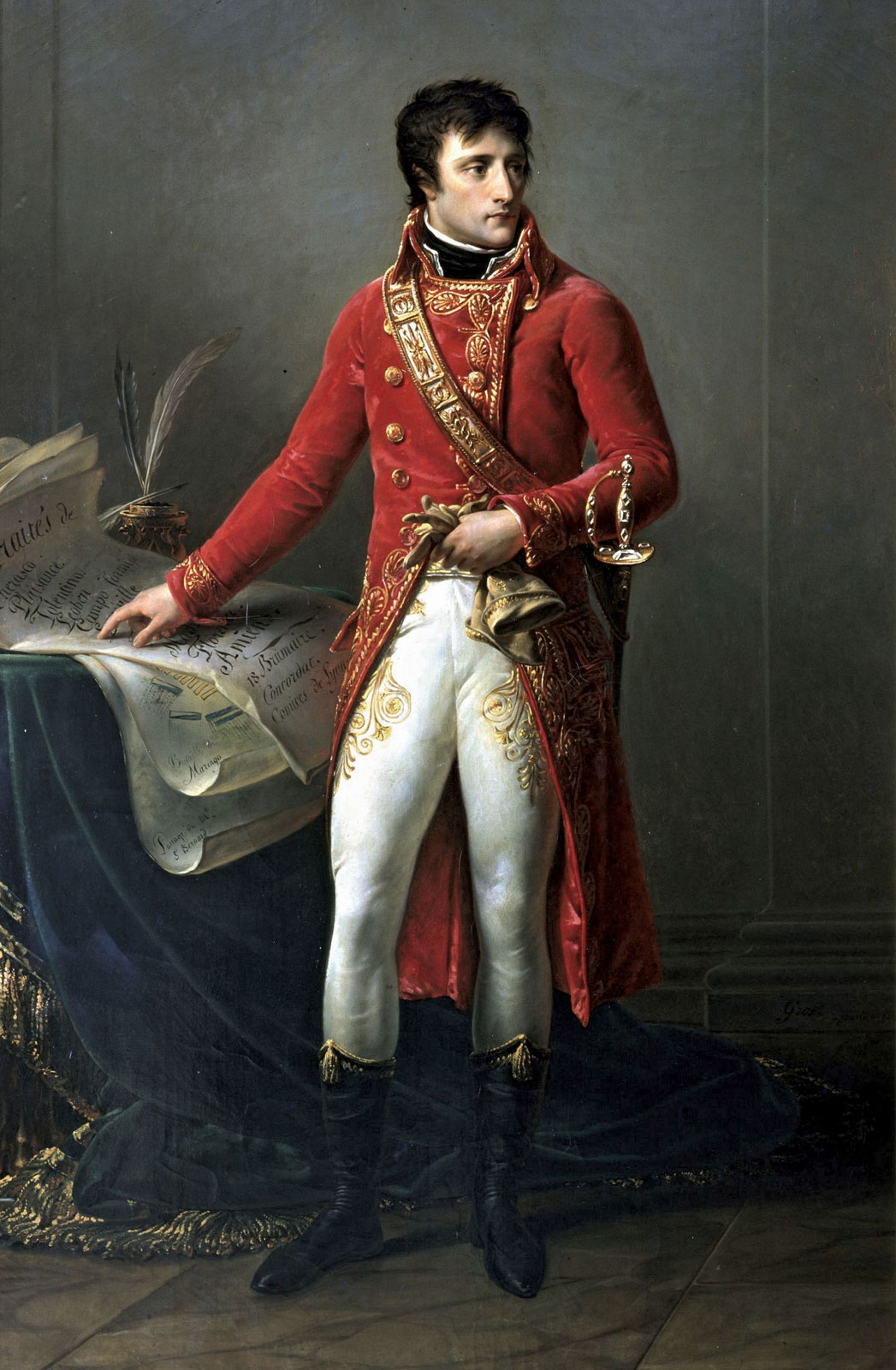
L’œuvre de Antoine-Jean Gros ayant inspiré Ingres.

Ingres reçoit, à vingt-trois ans, la commande d'un portrait du Premier consul, de la part de Bonaparte lui-même, pour le destiner à la ville de Liège. Bonaparte n'accorde pas de séance de pose à l'artiste : Ingres s'inspire alors de la posture d'un portrait de 1802 du consul peint par Antoine-Jean Gros.

## Description du tableau
Napoléon est représenté âgé de 34 ans posant sa main sur un acte nommé « Faubourg d’Amercœur rebâti » et prêt à être signé. Napoléon ne brandit plus son épée, sagement rangée dans son fourreau, ni n’arbore sa longue chevelure de l’époque révolutionnaire, ni son uniforme bleu du pont d'Arcole ; mais le costume rouge de consul de la république, des cheveux coupés court et la main gauche sous le veston en signe de sagesse et de maturité.
Les rideaux ouvrent un paysage, symbole d’avenir, où l’on distingue la cathédrale Saint-Lambert de Liège qui est pourtant, depuis la révolution liégeoise et au moment où Ingres peint ce tableau, en cours de démolition.

## Interprétation
Napoléon est représenté en position dominante, dans une pose assurée, caractéristique, qui lui est attribuée. Il est représenté dans sa tenue de Premier consul, dans un pourpre qui rayonne autant que les broderies d'or de son habit, renforçant l'importance du rôle qui est le sien. Il est représenté dans la ville de Liège, mais il pointe de son doigt un acte nommé « Faubourg d'Amercœur rebâti », ce qui illustre son implication dans la vie et dans l'aménagement des territoires. Cela est censé rassurer : le Premier consul continue à s'occuper de son pays dans tous les contextes, où qu'il soit. C'est une propagande sans doute involontaire de la part d'Ingres.

## Contexte
Le premier août 1803, le Premier consul s’arrêta deux jours à Liège lors de sa marche triomphale à travers les neuf départements réunis. De la terrasse d'un hôtel particulier du Mont-Saint-Martin, Bonaparte contempla la ville, critiqua l’église Saint-Jean-en-l’Isle, réclama un clocher pour la nouvelle cathédrale Saint-Paul qui en était toujours dépourvu, approuva l’emplacement du fort de la Chartreuse.
Une foule particulièrement nombreuse, la population de la ville ayant triplé durant ces deux jours de visite, se massa pour acclamer Bonaparte ; certains s’agenouillèrent même à son passage. Le chef de l’État se rendit dans le quartier d’Amercœur, dévasté par les bombardements autrichiens lors de leur départ de la ville en septembre 1794, en retraite après la défaite lors de la bataille de Sprimont. Profondément ému par la misère des habitants, le Premier consul décréta que 300 000 francs seraient sur-le-champ mis à disposition du préfet de l'Ourthe, le baron Micoud d'Umons, afin d'accélérer la reconstruction du faubourg.
Le soir même, il rendit compte au Deuxième consul : « Je suis extrêmement content de l’esprit des habitants de Liège. » Pour montrer sa satisfaction, le Premier consul annonça son intention d'offrir à la municipalité de Liège un portrait de lui, œuvre magistrale d'Ingres, qui sera envoyé un an plus tard à Liège.

## Portée politique de l’œuvre

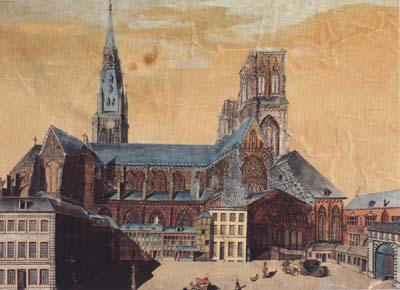
La cathédrale Saint-Lambert de Liège en 1780.

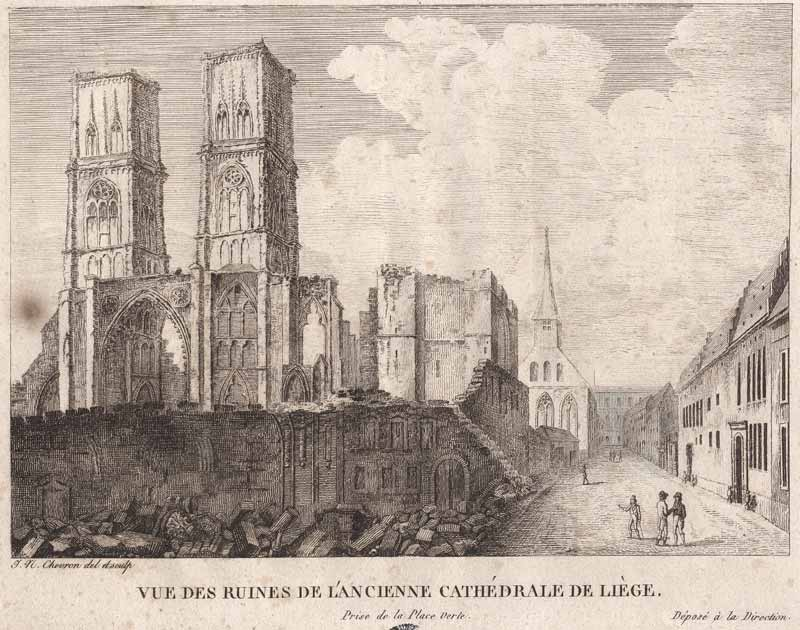
La cathédrale Saint-Lambert de Liège mise à sac par les révolutionnaires liégeois.

Les excès de la Révolution française et ceux des puissances contre-révolutionnaires sont mis en perspective dans un contexte d’apaisement, de conciliation entre la France et l'Église catholique.
La reconstruction prévue du quartier d’Amercœur fait référence à un décret signé par Napoléon en 1803 à la préfecture du département de l'Ourthe pour restaurer ce faubourg de Liège incendié par les Autrichiens lors de leur départ de la ville faisant suite à la bataille de Sprimont de 1794. Il s’agirait de montrer les bienfaits de la République dans une ville nouvellement intégrée à la France, ainsi que d'en prendre symboliquement possession.
La reproduction fidèle de la cathédrale de Liège, alors que celle-ci est en ruine, symboliserait la restauration de relations officielles et pacifiques, mises à mal par la Constitution civile du clergé de 1790, entre la France et la papauté ; ainsi que la « protection » de l’Église catholique accordée par la République à la suite du concordat de 1801.

## Troisième manche
Lors de l'exposition « La Légende napoléonienne au pays de Liège » tenue à Liège en 1939, on pouvait observer dans une vitrine proche du tableau la manche gauche de l'habit de Napoléon sans liseré. Lors d'un dîner, cette manche fut tachée de sauce par un domestique. Napoléon commanda alors une nouvelle manche et, par souci d'économie, il avait exigé que le galon d'or de la manche tachetée soit décousu pour être replacé sur la nouvelle manche. Une pièce inspirée de cette anecdote a été réalisée par Léopold Marchand et Jean Sarment,.